# Катанаев, Иван Михайлович
Катанаев, Иван Михайлович — политический и футбольный активист, в прошлом — неофашист, бизнесмен, основатель движения фанатов московского «Спартака» «Фратрия», участник движения «Сорок сороков», участник войны в Донбассе.
Известен также как «Комбат 18».

## Биография
По собственным словам, родился летом 1983 года в семье доктора наук, физика-математика Катанаева Михаила Орионовича.
По его собственным рассказам, он вначале испытывал симпатии к неоязыческому движению, а позже (в ходе поездок в Англию) погрузился в движение скинхедов, но в 2004 году (после посещения концерта, посвящённого памяти Стюарта Дональдсона) в них разочаровался: те показались ему движением «откровенных лузеров, <…> которые ничего не добились и ничего не добьются». Также он заявлял, что состоял тогда в русской ветке Blood & Honor и что не испытывает угрызений совести за неофашистское прошлое.
В 2005 году Катанаев стал основателем и руководителем «Фратрии» — самой мощной группировки фанатов московского «Спартака» (группировка с самого своего основания была приближена к прокремлёвскому движению «Наши»).
В 2007 году Катанаев вошёл в число учредителей Всероссийского объединения болельщиков (ВОБ), отвечавшего за работу с футбольными фанатами и за обеспечение их билетами на матчи. В нём он числился и на 2015 год, несмотря на скандал 2009 года: члены спартаковского движения обвинили его в краже 3 млн рублей, отданных за билеты на один из матчей. В 2010 году «Фратрия» опубликовала заявление о том, что Катанаев больше не имеет к ним отношения. Против Катанаева выступили его бывшие сторонники: активное участие в обличении принимал Роман Вербицкий («Колючий»), а Василий Степанов («Киллер») и вовсе пообещал избить его при первой встрече. Что не помешало Катанаеву и Киллеру оказаться на одном митинге в «Торфянке» спустя почти пять лет: «Всё, что о нашем конфликте сообщалось, на 90 % лажа. У нас прекрасные отношения. <…> Да и мне во „Фратрии“ стало неинтересно — в околофутболе я реализовался полностью, а у многих появилось ощущение, что я могу их откуда-то сместить, что полная чушь», — говорил Катанаев. До этого сообщалось, что в районе 2009—2010 годов Катанаев пытался свергнуть с поста президента ВОБ Александра Шпрыгина, но потерпел неудачу.
После скандалов Катанаев улетел на Бали, где открыл ресторан Charlie. По его словам, этот бизнес, оказавшийся успешным, вскоре был продан, и в 2014 году он вернулся в Москву: «Бизнес наскучил, как что-то механическое, мне захотелось общественно-политической деятельности». На 2015 год он работал менеджером по продажам в фирме друзей, торгующих протеиновым мороженым в спортзалах.
В то время Катанаев переключился на участие в акциях в поддержку украинских пророссийских сепаратистов; в частности он носил на трибуны растяжки в поддержку Одесских сторонников Новороссии. В сентябре 2014 года он, развернув флаг ДНР, задирал участников московского антивоенного шествия по бульварам и проспекту Сахарова. Катанаев делал это вместе с группой друзей — спартаковских фанатов: они стояли за заграждениями в районе Трубной площади, при этом охранявшие митинг полицейские никак не реагировали на залпы сырых яиц, запускаемых ими по манифестантам.
По его собственным словам, кратковременно присутствовал на Евромайдане. После аннексии Крыма и последовавших событий начал воспринимать украинцев как «оскотинившихся русских».
На 2021 год являлся заместителем генерального директора Sportrecs.com.

### Участие в движении «Сорок сороков»
В районе 2014 года Катанаев вступил в движение «Сорок сороков», сменив форму своего национализма на более конформно-религиозную. Знакомство с Катанаевым, давшим движению новый толчок в виде поддержки со стороны молодых футбольных фанатов, оказалось полезным для лидера движения Кормухина.
В 2015 Катанаев принимал участие в противостоянии в парке «Торфянка»; в ходе противостояния был задержан полицией.

### Участие в боевых действиях
Катанаев участвовал в войне в Донбассе на стороне пророссийских сепаратистов. Он сопровождал с оружием журналистов Lifenews, воевал в районе Дебальцева и Бахмута в 2015—2016 годах, а после начала полномасштабного вторжения отвозил на оккупированные территории помощь для российской армии и собирал на неё деньги.

## Семья
Женат; в итальянских СМИ широко обсуждалась поездка Катанаева с женой в Италию в 2023 году (интерес СМИ вызвала сама возможность подобной поездки и отсутствие санкционного давления на него).